# Punta del Moral
Punta del Moral es un  barrio perteneciente al municipio español de Ayamonte, en la provincia de Huelva. Esta barriada pesquera tiene asociado un complejo que posee un gran interés turístico.

## Situación
Perteneciente al término municipal de Ayamonte, está situada al sureste del mismo, a unos 6 km por tierra desde el límite del casco urbano de la ciudad de Ayamonte. Barriada pesquera, que ha crecido al otro lado del caño del sur, en hoteles y zonas recreativas y de ocio enfocado hacia el turismo, aunque el barrio en sí, sigue manteniendo su idiosincrasia marinera.
Es junto con la Barriada de Canela, uno de los dos núcleos de población en Isla Canela. Está representada por la Asociación de vecinos "La Gaviota" y por la Hermandad de San Antonio que organizan cada mes de junio las fiestas patronales.

## Historia
Esta barriada, sin fecha exacta de creación, probablemente tiene su origen en los emigrantes catalanes y valencianos que fundaron en torno a 1755 la vecina ciudad de Isla Cristina, en su momento La Higuerita, de la que únicamente se separa por la bocana de la ría Carreras, de apenas 650 m en su punto más ancho, casi aislada de la población de Ayamonte debido a las malas comunicaciones por carretera, hacían su vida de forma muy familiar y autárquica, dándole un sentimiento de unidad y parentesco a sus pobladores que todavía hoy perdura, haciendo de esta barriada un punto especial de atención en cuanto a las relaciones vecinales y al particular dialecto de sus vecinos.

## Economía
Principalmente dedicada a la pesca de todo tipo de peces y mariscos locales éstos, con el tiempo, contribuirían a crear una cocina autóctona particular, que a la postre le dieron a la población un nombre en la comarca y contribuyó al comienzo de su despegue turístico. 
Hay que destacar que en la actualidad la pequeña barriada se halla separada de los complejos hoteleros y zonas de turismo, por un caño de agua, que condicionan su espacio natural de esparcimiento vecinal hacia el sur. A principios de 2008 se ha incorporado un sistema de transbordadores que la unen con [Isla Cristina], de forma que se abre así una nueva época de oportunidades para la pedanía.